# Гедди Ли
Гедди Ли (англ. Geddy Lee; настоящее имя Гэри Ли Вайнриб, англ. Gary Lee Weinrib; 29 июля 1953, Торонто, Онтарио, Канада) — канадский музыкант, наиболее известен как основной вокалист, басист и клавишник канадской рок-группы Rush. Ли вошёл в состав Rush (сентябрь 1968 года) по просьбе его друга Алекса Лайфсона, чтобы заменить Джеффа Джонсона. Прославился своим чрезвычайно высоким голосом (высоким тенором), благодаря чему стал известен как один из уникальных вокалистов в истории рок-музыки. В 2011 году признан одним из лучших бас-гитаристов всех времён согласно опросу, проведённому журналом Rolling Stone. В списке 50 лучших басистов всех времен того же журнала занял 24-е место.
Гэри Ли Вайнриб родился в семье выживших в Холокосте и поселившихся в 1947 году в Канаде уроженцев польского города Стараховице Морриса Вайнриба и Мани Рубинштейн.
Стиль, техника и мастерство Ли как бас-гитариста в значительной мере повлияли на рок-музыку и хэви-метал, вдохновляя таких музыкантов, как Стив Харрис из Iron Maiden, Джон Маянг из Dream Theater, Клифф Бёртон из Metallica и Лес Клейпул из Primus.
Помимо участия в Rush Гедди Ли продюсирует сторонние проекты, например Rocket Science. В 2000 году Ли выпустил свой первый сольный альбом, My Favourite Headache.

## Дискография

### С Rush (студийные альбомы)
- Rush (1974)
- Fly by Night (1975)
- Caress of Steel (1975)
- 2112 (1976)
- A Farewell to Kings (1977)
- Hemispheres (1978)
- Permanent Waves (1980)
- Moving Pictures (1981)
- Signals (1982)
- Grace Under Pressure (1984)
- Power Windows (1985)
- Hold Your Fire (1987)
- Presto (1989)
- Roll the Bones (1991)
- Counterparts (1993)
- Test for Echo (1996)
- Vapor Trails (2002)
- Snakes & Arrows (2007)
- Clockwork Angels (2012)

### Сольные альбомы
- My Favourite Headache (2000)

## Оборудование
В течение всей карьеры Ли использует самое разное оборудование.

### Бас-гитары
- Fender Precision Bass
- Rickenbacker 4001.
- Rickenbacker 4080 Double neck.
- Fender Jazz Bass
- Steinberger
- Wal

В настоящее время он использует:
- Fender Jazz Bass (1972)
- Fender Jazz Basses Circa (1996) (Custom Shop)
- Fender «Geddy Lee» Model Jazz Bass
- Fender «Jaco Pastorius» Jazz Bass (ладовый)
- Fender «Jaco Pastorius» Jazz Bass (безладовый)